# Karl Zöppritz
Karl Jakob Zöppritz (Darmstadt, 14 d'abril de 1838 - Königsberg, Prússia, 21 de març de 1885) va ser un matemàtic, físic i geògraf alemany. Va treballar des del 1880 fins a la seva mort com a professor de geografia a la Universitat de Königsberg, centrant-se sobretot en cartografia i geofísica.